# Pasir Jaya (Cigombong)
Pasir Jaya is een bestuurslaag in het regentschap Bogor van de provincie West-Java, Indonesië. Pasir Jaya telt 6908 inwoners (volkstelling 2010).